# 芦別岳
芦別岳（あしべつだけ）は、北海道・夕張山地のほぼ中央に位置し、富良野市・芦別市・南富良野町にまたがる標高1,726 mの山。山頂は、富良野市と南富良野町との境界にある。日本二百名山、および北海道百名山と北海道の百名山に選定されている。
夕張山地の最高峰で、山頂に二等三角点が設置されている。中生代ジュラ系空知層からなる壮年期の山形を成し、特に山頂付近では鋭鋒をなしている。夕張岳と共に富良野芦別道立自然公園の一角をなし、富良野市山部からユーフレ沢に沿って新道、旧道コースの二本の登山道が開かれている。空知川の支流である芦別川の源流となる山である。

## 周辺の山
- 富良野岳
- 富良野西岳
- 布部岳
- 松籟山
- 御茶々岳
- 槙柏山
- 幾春別岳
- 夕張岳

## 参考画像

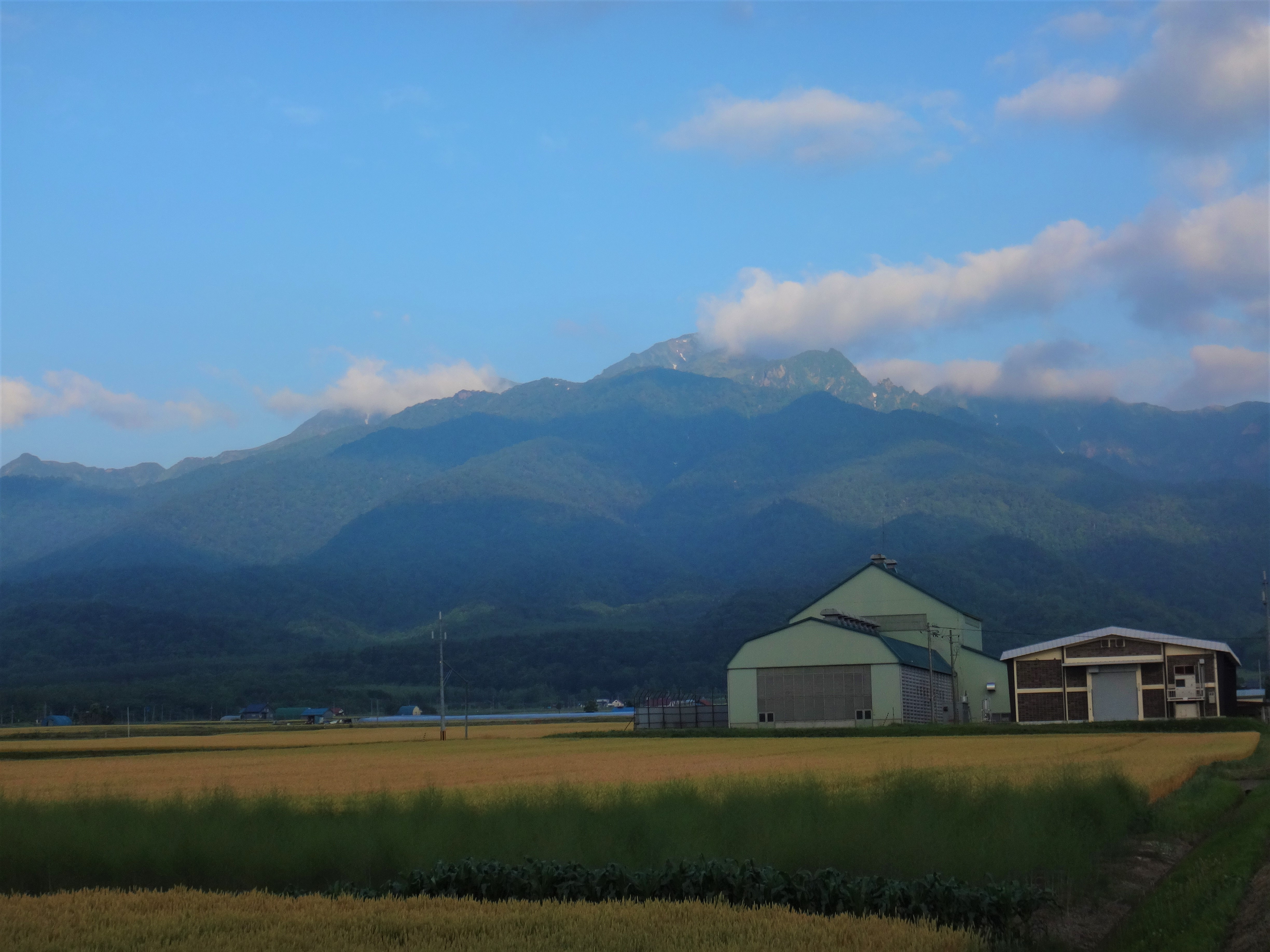
山部集落からの芦別岳
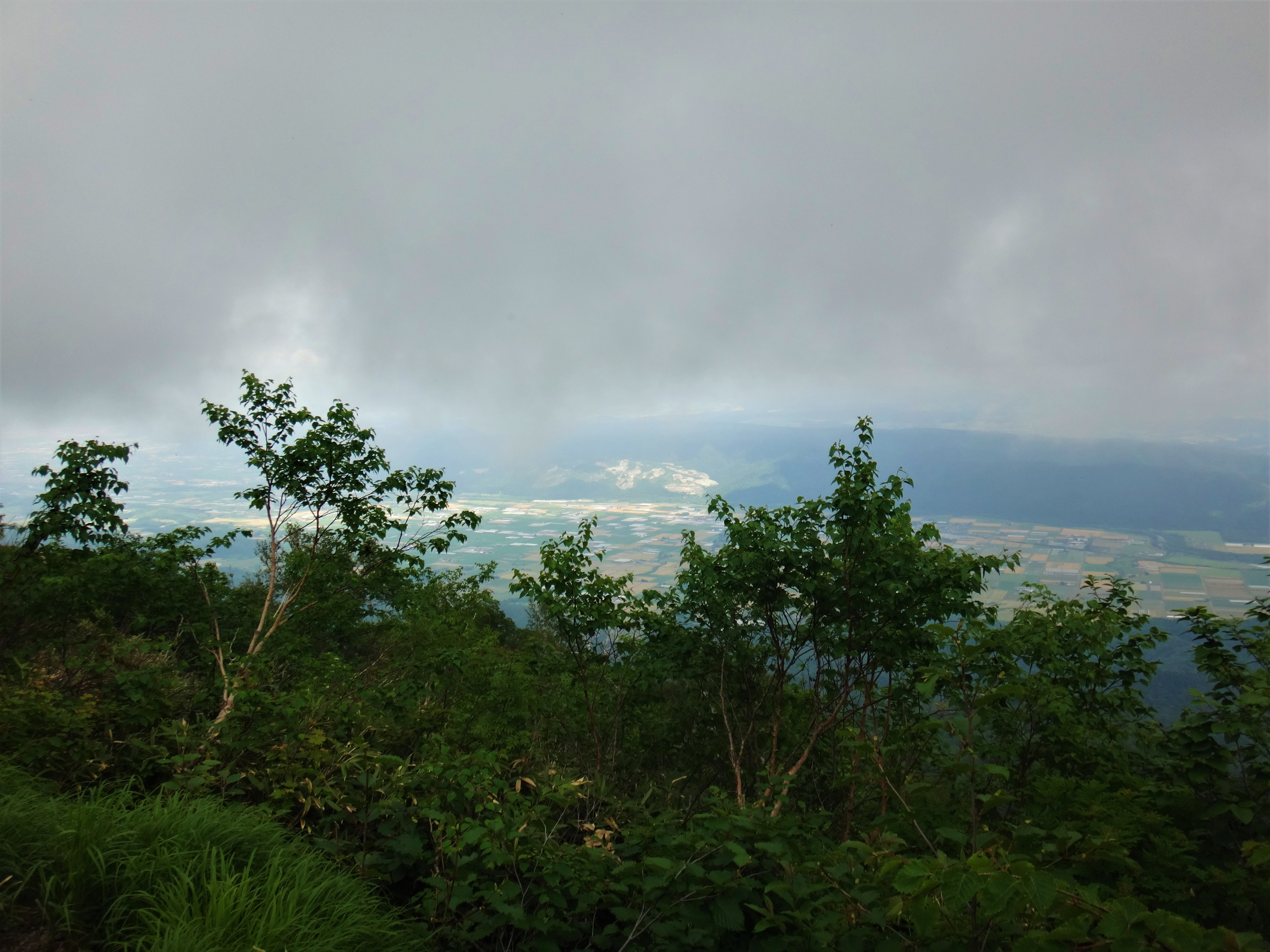
半面山からの山部集落
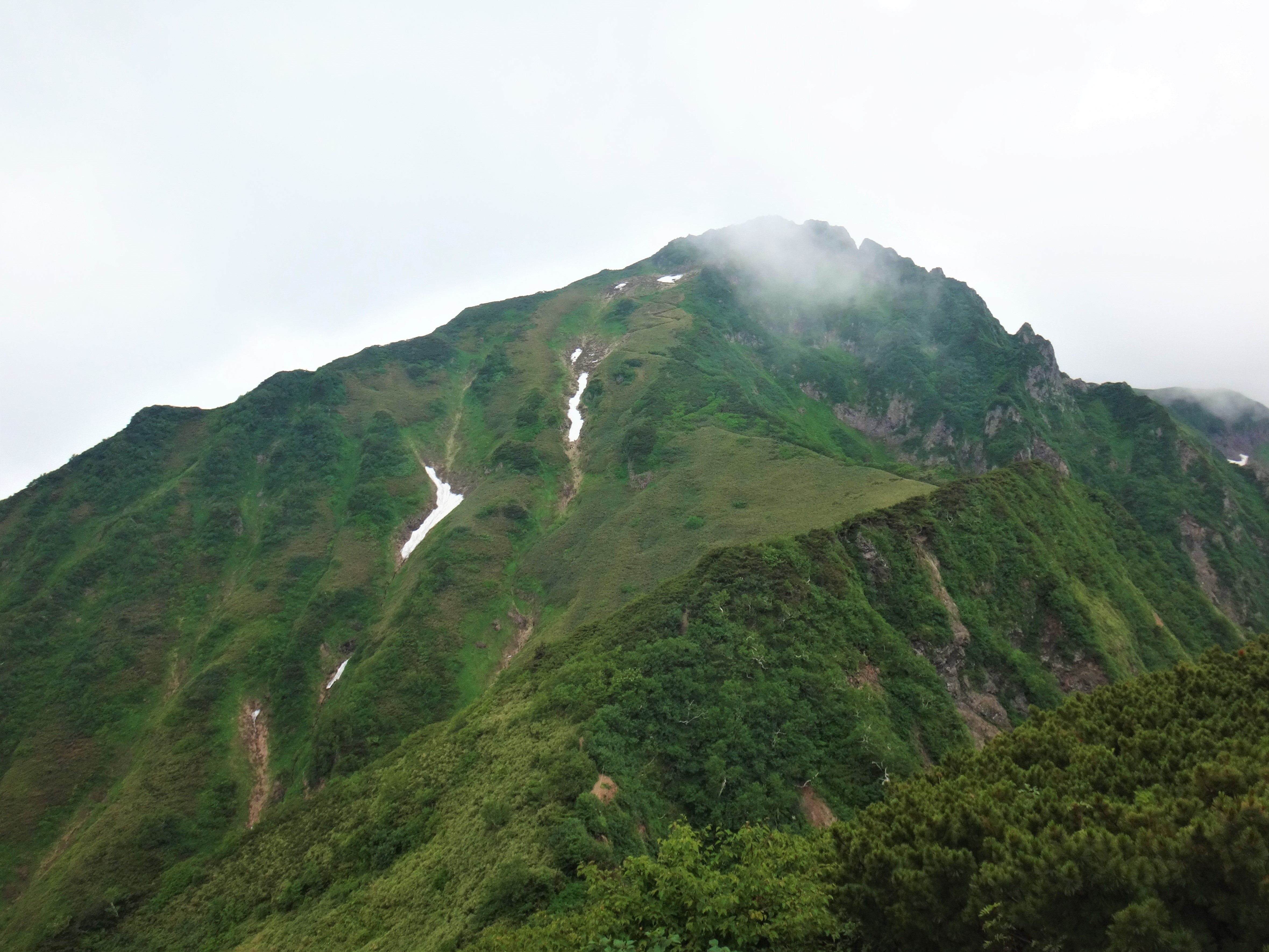
雲峰山からの芦別岳
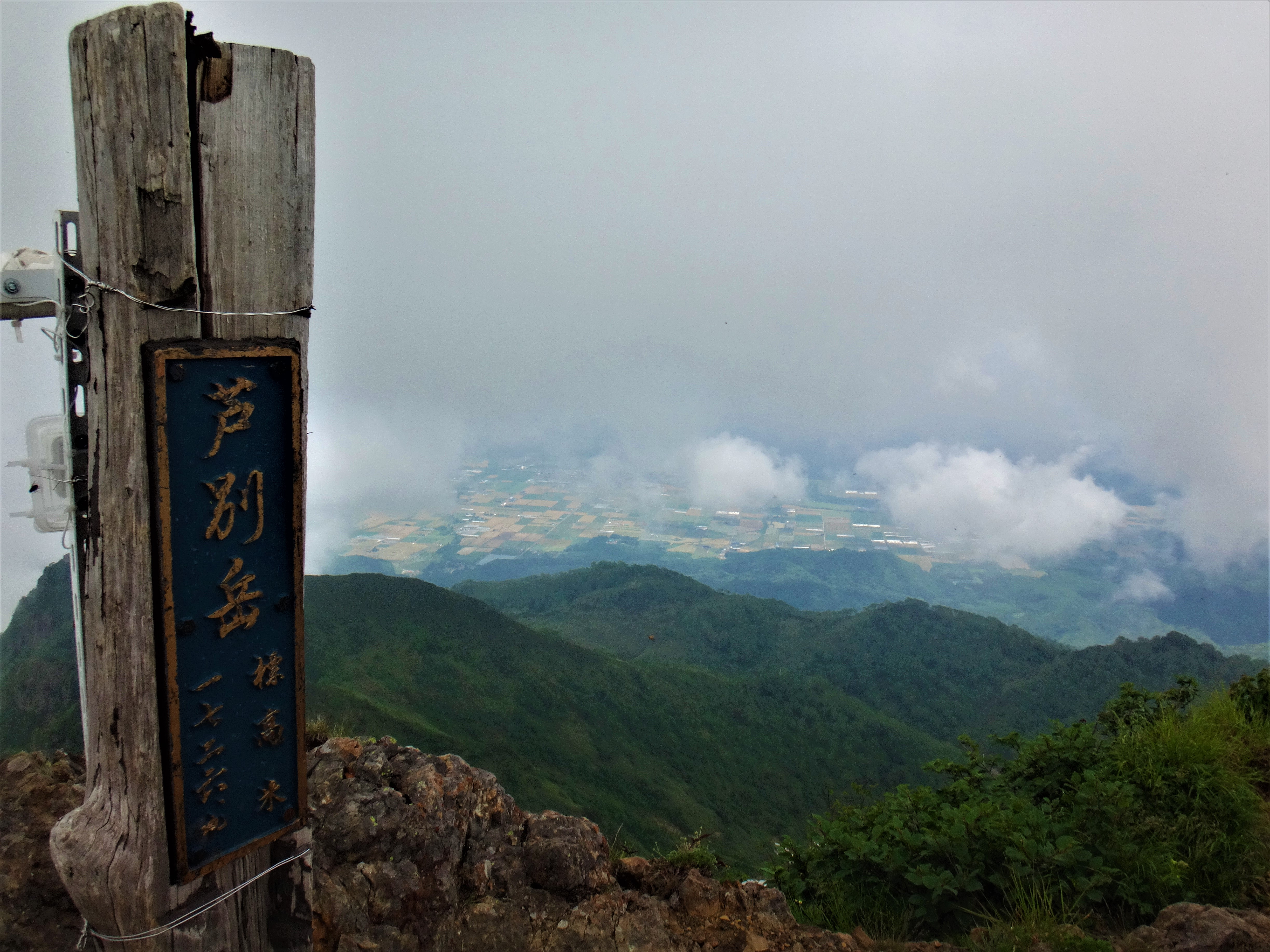
山頂からの山部集落
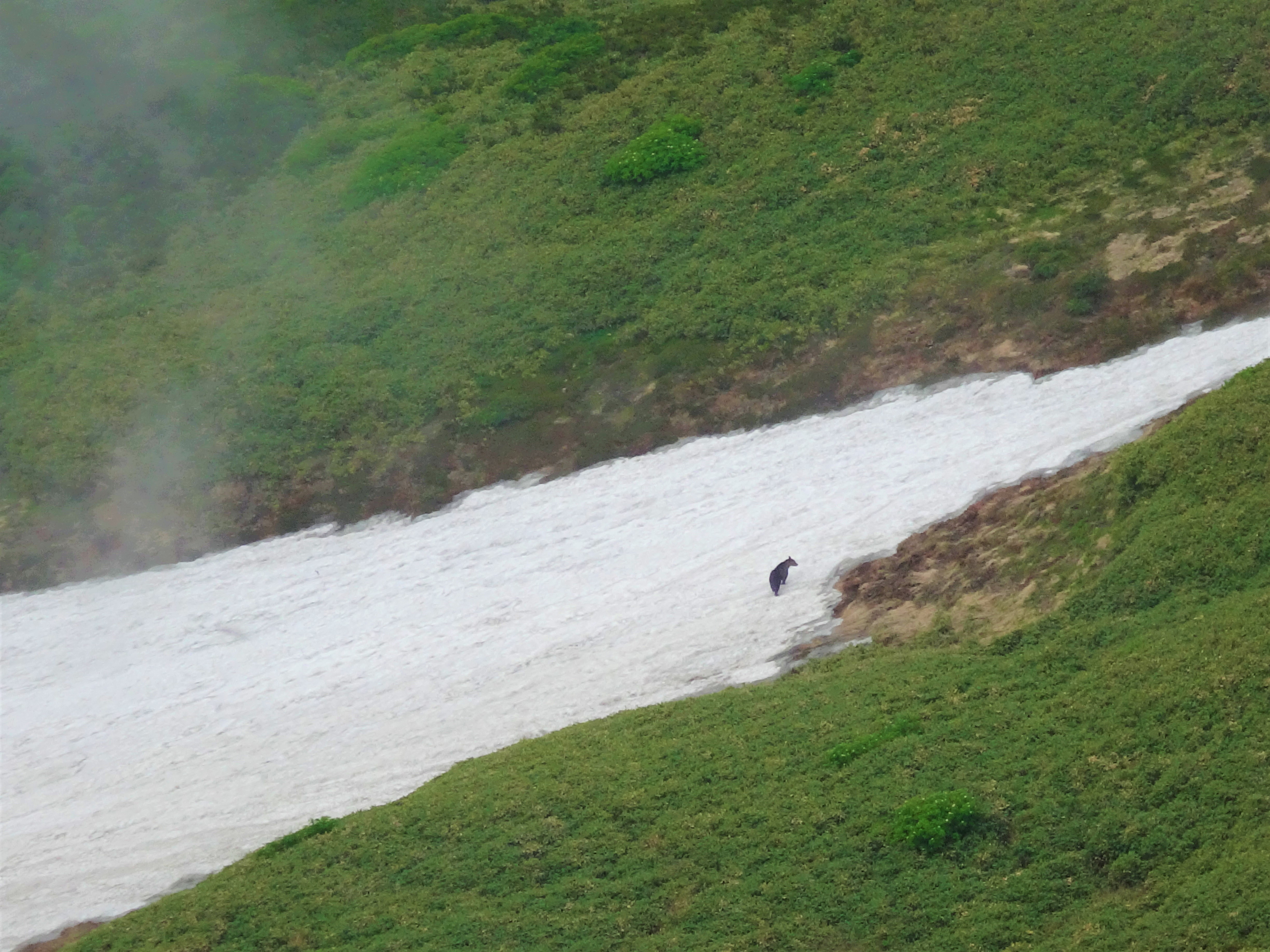
山頂から雪渓を渡る羆を眺める
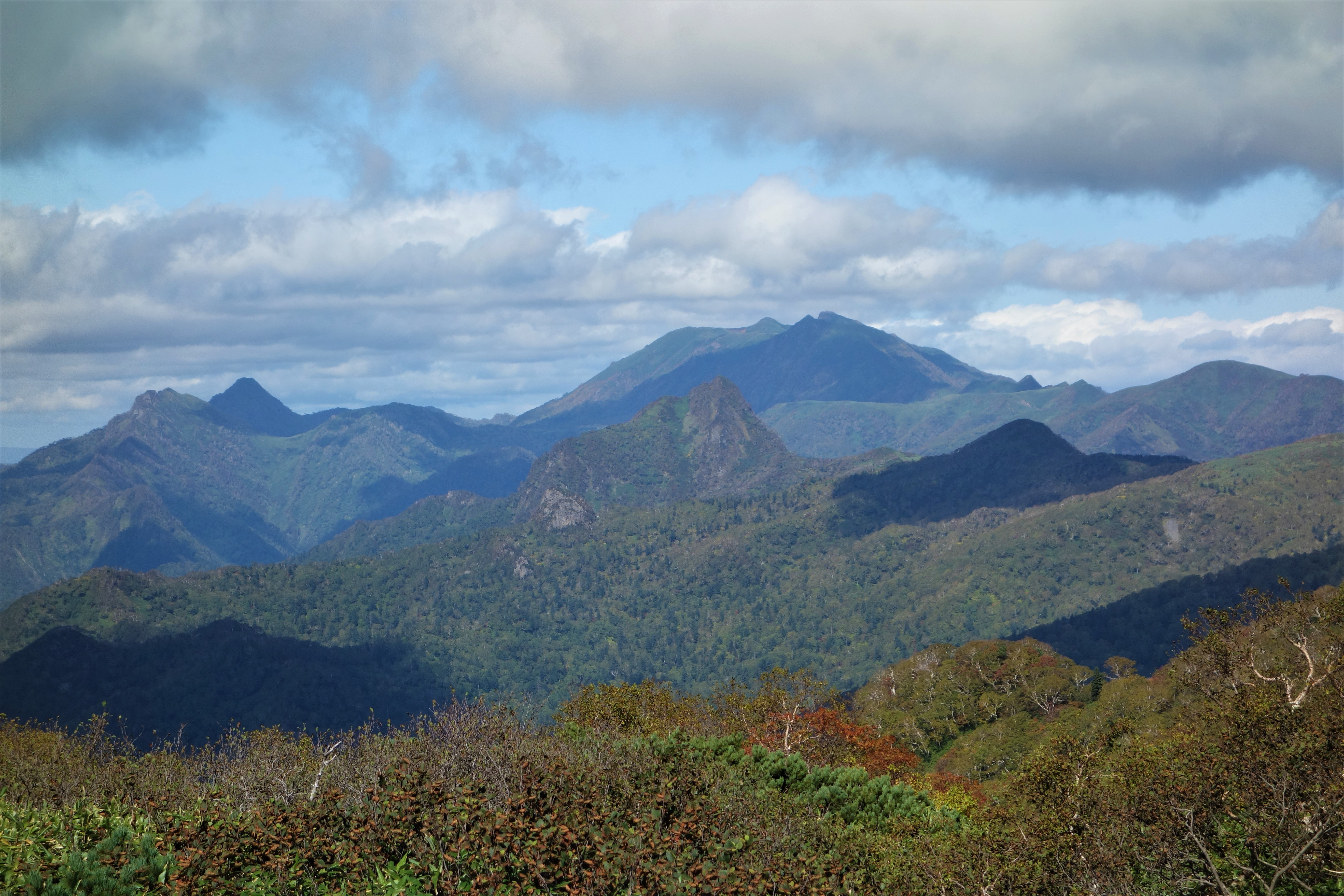
夕張岳からの芦別岳